# 勿洛體育場
勿洛體育場（英語：Bedok Stadium），位於新加坡東區的一個體育場地，於1996至2019年間曾經是新加坡超级足球聯賽球隊芽籠國際足球會的主場。場地主要用來舉辦足球賽事，包括新加坡超级足球聯賽及新加坡足球聯賽的賽事。